# Ahmadiyya in der Schweiz

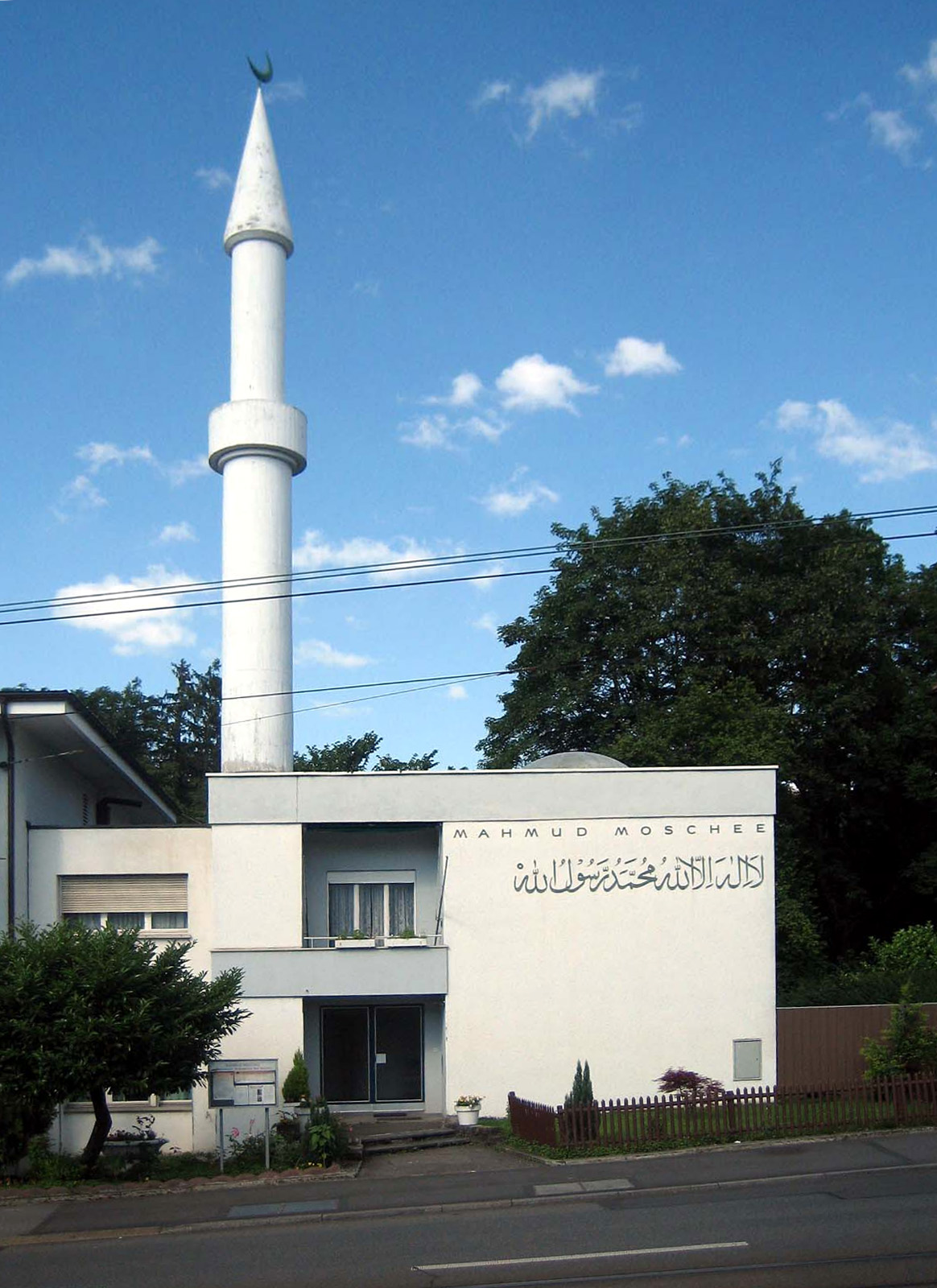
Zentrale der Ahmadiyya in der Schweiz: Mahmud-Moschee in Zürich

Die Ahmadiyya in der Schweiz ist die nationale Sektion der Ahmadiyya Muslim Jamaat (AMJ), einer Richtung der von Mirza Ghulam Ahmad 1889 in Indien als islamische Bewegung gegründeten Ahmadiyya-Glaubensgemeinschaft.

## Geschichte
Der Beginn ihrer Aktivität in der Schweiz datiert vom 13. Oktober 1946, als drei Missionare der AMJ, Sheikh Nasir Ahmad, Abdul Latif und Ghulam Ahmad Baschir, in Zürich eintrafen. Sie planten ursprünglich die Errichtung einer islamischen Mission in Deutschland, jedoch waren Einreisegenehmigungen nach Deutschland in den ersten Nachkriegsjahren kaum zu erhalten. Daher reisten wenig später Abdul Latif und Ghulam Ahmad Baschir in die Niederlande weiter, während Sheikh Nasir Ahmad in der Schweiz blieb.
1954 veröffentlichte die Ahmadiyya-Bewegung in der Schweiz eine neu übersetzte zweisprachige arabisch-deutsche Ausgabe des Korans, 1959 eine verbesserte Ausgabe, die seither mehrfach neu aufgelegt wurde. Von Oktober 1949 bis 2000 erschien die Zeitschrift „Der Islam“, die vom Missionsleiter Sheikh Nasir Ahmad begründet und bis Juni 1962 und von Anfang 1982 bis zu seinem Tod im Jahr 2000 herausgegeben wurde.
Am 22. Juni 1963 wurde in Zürich die Mahmud-Moschee eröffnet, 2005 in der zur Gemeinde Wigoltingen (Kanton Thurgau) gehörenden Ortschaft Bonau die Nuur-Moschee.

### Missionare der Ahmadiyya Gemeinde Schweiz
|    | Murrabi               | Zeitraum                      |
| -- | --------------------- | ----------------------------- |
| 1  | Sheikh Nasir Ahmad    | 1946 bis 1962                 |
| 2  | Mushtaq Ahmad Bajwa   | Juni 1962 – Januar 1975       |
| 3  | Mir Masud Ahmad       | Februar 1975 – Juni 1976      |
| 4  | Naseem Ahmad Mahdi    | April 1977 – November 1983    |
| 5  | Mansur Ahmad Khan     | November 1983 – November 1984 |
| 6  | Masud Ahmad Jehlmi    | Dezember 1984 – August 1990   |
| 7  | Basharat Ahmad Mahmud | August 1990 – Januar 1997     |
| 8  | Sadaqat Ahmad         | September 2001 – Januar 2016  |
| 9  | Nabeel Ahmed          | Seit März 2013 tätig          |
| 10 | Abdul Wahab Tayyab    | Seit 2015 tätig               |
| 11 | Irfan Ahmed Thaker    | Seit 2016 tätig               |
| 12 | Abdul Basit Tariq     | März 2016 – Februar 2017      |
| 13 | Muhammad A. Rashid    | Seit Februar 2017 tätig       |
| 14 | Mohammad Wafa         | Seit Mai 2017 tätig           |

## Organisation

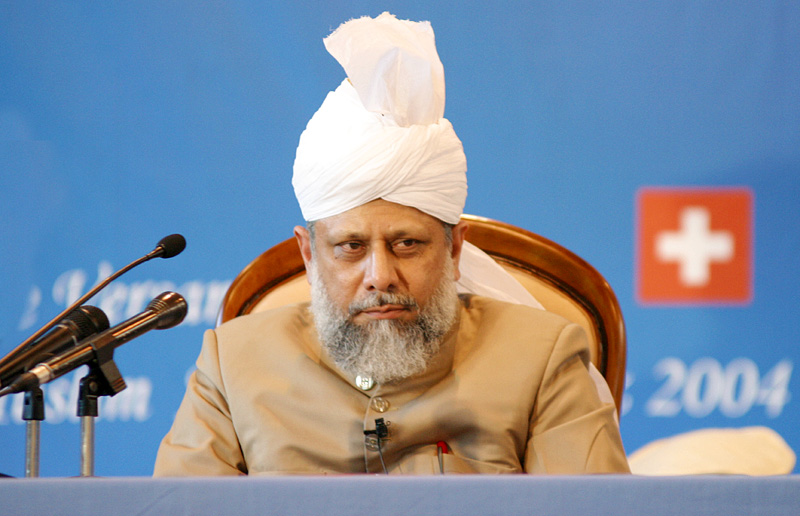
Mirza Masroor Ahmad auf der Jalsa Salana 2004

Die Ahmadiyya Muslim Jamaat Schweiz hat etwa 850 Mitglieder in 14 Jamaat (Lokalgemeinden): Aarau, Altstätten, Basel, Bern, Genf, Graubünden, Jona, Luzern, Neuchâtel, St. Gallen, Tessin, Thurgau, Winterthur, Zürich (2). Jede Gemeinde wird von einem lokalen Präsidenten geleitet. Amir (Präsident) der nationalen Organisation ist Walter Walid Tariq Tarnutzer und Missionsleiter Imam Muhammad Ahmad Rashid (Raşit Paktürk). Jedes Jahr im Herbst findet in Wigoltingen die Jahresversammlung (Jalsa Salana) statt, 2004 in Anwesenheit des Kalifen der AMJ, Mirza Masroor Ahmad.

## Missionsarbeit
Die AMJ Schweiz wirbt auf unterschiedliche Weise für den Islam, unter anderem durch Büchertische der örtlichen Gemeinden, Tage der offenen Moschee und Vorträge, in denen der Islam als Religion des Friedens präsentiert wird. Man bemüht sich auch um den interreligiösen Dialog.

### Publikationen
- Ahmadiyya-Bulletin – Zeitschrift der Ahmadiyya Muslim Gemeinschaft Schweiz
- Khadim – Zeitschrift der Majlis Khuddam-ul-Ahmadiyya Schweiz